# Тикарам, Рамон
Рамон Прамод Джуниор Тикарам (англ. Ramon Pramod Junior Tikaram род. 16 мая 1967, Сингапур) — британский актёр. Наиболее известен благодаря главным ролям в фильме «Кама сутра: история любви» режиссёра Миры Наир, в сериале «Голяк» режиссёра Джозефа Гилгана, а также в театрализованном музыкальном шоу «Король и я».

## Биография
Отец Прамод Тикарам — британский солдат индо-фиджийского происхождения. Мать Роани родом из штата Саравак (восточная Малайзия). Рамон Тикарам является внучатым племянником сэра Моти Тикарама, который был первым Лордом и Главным судьёй Фиджи и дольше всех в мире проработал национальным омбудсменом. Младшая сестра — певица Танита Тикарам, стала популярной благодаря хитам «Twist in my Sobriety» и «Good Tradition».
Как и большинство детей военных, Рамон в детстве был вынужден менять не только школы, но и страны проживания. Итого будущий актёр проучился в шести школах Великобритании и Германии. В детстве Рамон много времени проводил за чтением книг.
В 1978 году окончил Военную школу Принца Йоркского в Дувре. Позже с ужасом вспоминал колокольный звон в 6 утра и подъём на завтрак. Именно в эти годы его раннее влечение к театру было поощрено известным преподавателем драматического искусства Беном Джонсоном.
В 1982 году участвовал в деятельности Национального молодёжного театра, а также играл в спектакле драматурга Тома Стоппарда «After Magritte». Параллельно получал образование в области экономики и политики в Лондонском университете, а затем — по английской филологии в Кентском университете. В 1990 году получил диплом с отличием.
Его кумиры — Джеймс Джойс и Уильям Йейтс. Однажды поехав в Дублин, якобы по следам своих кумиров, он закончил своё путешествие в Берлине, где написал и записал несколько песен, сотрудничая с музыкальным издательством Deutsche Schallplatten. В 1992 году его музыкальный альбом «Chill and Kiss» разошёлся тиражом по всей Европе. В профессиональном будущем он ещё не раз будет возвращаться к музыке, но его музыкальная карьера как певца так и окончилась на этом первом и последнем альбоме.

## Роли в кино
В 1996 году Рамон снялся в главной роли в фильме американского кинорежиссёра индийского происхождения Мира Наир «Кама сутра: история любви». Именно эта картина сделал начинающего актёра всемирно известным. В фильме также снимались другие британские актёры — Эндрюс,Нэвин, Индира Варма, а также известная индийская актриса Рекха. Сам Рамон позже так вспоминал своё участие в этом фильме: «Камасутра» — самый лучший фильм, в котором мне приходилось работать. Мне понравилось все — от сцен, где я изображал работу скульптора до самых страстных любовных сцен". Актёр признал, что не изучал тайны трактата «Камасутра» перед тем, как воплотить роль на экране.
«Кама сутра: история любви» — история о несчастной любви придворного скульптора Джей Кумара (Рамон Тикарам) и девушки-танцовщицы Майи (Индира Варма), которая впоследствии станет куртизанкой принца Раджа Сигха (Эндрюс, Нэвин). Принц, узнав об отношениях скульптора с его куртизанкой, отдает приказ казнить Джей Кумара. Действие происходит в Индия XVI-го века. Основной лейтмотив фильма — любовь сильнее денег, кастовых различий, сильней смерти.
Настоящую популярность среди зрителей снискал после участия в британском молодёжном телесериале «Эта жизнь» (Life (1996 TV series)) в 1996 году в нетрадиционной роли мексиканского бисексуала Ферджи.
С 2009 году до 2011 года Рамон Тикарам принимал участие в телевизионной мыльной опере «EastEnders» в роле Квадима Шаха, отца телевизионного персонажа Амиры Шах (Прия Калидас).
В том же году актёр также озвучивает роль Гейба Веллера для видеоигры «Dead Space: Extraction».
Одна из последних работ в кино — роль в кинофильме «Пять жадных банкиров» («5 Greedy Bankers» , , Великобритания). Сюжет фильма основывается на мести женщины, которую банкиры довели до алкоголизма. Рамон Тикарам в роли Фиделя помогает разорившейся женщине (Пиппе Хейвуд) в совершении мести. Фильм находится на стадии производства.
В «Игре престолов» Рамон исполнил роль Прендаля на Гхезна, одного из капитанов наёмнической организации Младшие сыновья. О его участии в сериале было объявлено 18 августа 2012 года.
В 2014 году Рамон озвучил персонажа Дориана Павуса в компьютерной игре Dragon Age: Inquisition
В 2019 году снялся в сериале «Без гроша» в роли мафиози Теренса МакКана.

## Театральные роли
Рамон Тикарам успешно объединяет актёрскую карьеру в кино и в театре. Среди его лучших ролей — Иуды Искариота в спектакле «Иисус Христос — суперстар» в постановке театра «West End», на сцене лондонского театра «Lyceum». Можно отметить и роль Рамы в спектакле-адаптации «The Ramayana» Национального театра (2002). В театральном репертуаре Тикарама нашла место и противоречивая роль Каддафи в даб-панк опере «Gaddafi: A Living Myth», которая была показана на сцене Английской национальной оперы (2006). Особенной популярностью среди зрителей пользовалось музыкальное шоу «The King and I», где Рамон исполнил роль короля Сиама (2011—2012).

## Фильмография
| Год  |   | Русское название            | Оригинальное название      | Роль                    |
| ---- | - | --------------------------- | -------------------------- | ----------------------- |
| 1995 | ф | Остров головорезов          | Cutthroat Island           | Dawg's pirate           |
| 1996 | ф | Безмолвный свидетель        | Silent Witness             | Ракеш Бандари           |
| 1996 | ф | Эта жизнь                   | This Life                  | Ферджи                  |
| 1996 | ф | Кама Сутра: История любви   | Kama Sutra: A Tale of Love | Джей Кумар              |
| 1996 | ф | Волкодав                    | Code Name: Wolverine       | Nardo                   |
| 1999 | ф | Холби Сити                  | Holby City                 | Джил Вейверли           |
| 1999 | ф | Дневное ограбление          | Daylight Robbery           | Харрис                  |
| 2000 | с | Врачи                       | Doctors                    | Дж. Родригес            |
| 2003 | ф | Майти Буш                   | The Mighty Boosh           | Бану                    |
| 2006 | ф | BBC Кракатау. Последние дни | Krakatoa: The Last Days    | Токайя                  |
| 2006 | ф | Mischief Night              | Mischief Night             | Immie Khan              |
| 2007 | ф | Портал юрского периода      | Primeval                   | Мик Харпер              |
| 2007 | ф | BBC Великие воины           | Heroes and Villains        | Монтесума               |
| 2008 | ф | Декан Спэнли                | Dean Spanley               | Мик Харпер              |
| 2008 | ф | Спиди Гонщик                | Speed Racer                | Комментатор Кристо      |
| 2009 | ф | Конец игры                  | Endgame                    | Азиз                    |
| 2009 | ф | Двигаясь вперед             | Moving On                  | Тони                    |
| 2010 | ф | Установление личности       | Identity ... Real          | Банси                   |
| 2012 | ф | Игра престолов              | Game of Thrones            | Прендаль на Гхезн       |
| 2012 | ф | Белая жара                  | White Heat                 | Джей                    |
| 2012 | ф | Разбитая вечность           | Broken Eternity            | Шандран                 |
| 2013 | ф | Отец Браун                  | Father Brown               | Умеш Варма              |
| 2013 | ф | 5 жадных банкиров           | 5 Greedy Bankers           | Фидель                  |
| 2014 | ф | Счастливая долина           | Happy Valley               | Praveen Badal           |
| 2019 | с | Без гроша                   | Brassic                    | Теренс МакКанн, мафиозо |